# 日本労協新聞
日本労協新聞（にほんろうきょうしんぶん、題字: 日本労協新聞、英: Nihon Roukyou Shimbun）は、日本労働者協同組合連合会の発行する新聞（団体紙）である。略称は労協新聞（ろうきょうしんぶん）。

## 概要
日本労働者協同組合連合会に所属している団体、連合会内の全国の活動を主に取り上げている。
創刊号（「じぎょうだん」、後に名称変更。中高年雇用・福祉事業団全国協議会発行）の表紙には、事業団七つの原則が掲載されている。

## 所在地
編集部：東京都豊島区東池袋1-44-3

## 電子版
2021年12月4日配信開始。記事の一部を日本労協新聞デジタルから閲覧することができるが、一部は会員向けである。

## 縮刷版
じぎょうだん、日本労協新聞の縮刷版が発行されており、過去の刊行物は国立国会図書館で閲覧することができる。